# Port lotniczy Tyrgowiszte
Port lotniczy Tyrgowiszte – port lotniczy położony w Buchowcy koło Tyrgowiszte, w Bułgarii. Obsługuje połączenia krajowe.